# Viva TV (Perú)
Viva TV es un canal de televisión abierta peruano, que emite desde la ciudad de Lima. Originalmente inició transmisiones en 1966 como Bego Televisión, operado por Augusto Belmont Bar y su familia. El canal fue confiscado por la dictadura militar de Juan Velasco Alvarado y salió del aire en 1973, siendo relanzado en 1986 como RBC Televisión tras una campaña de inversión mediante accionariado difundido para Red Bicolor de Comunicaciones S.A.A. liderada por Ricardo Belmont Cassinelli.
El canal ha pasado por varios re-lanzamientos, como Canal Familiar en 1996 con programación religiosa bajo la administración de una iglesia evangélica, luego en 1998 como  Austral Televisión bajo la administración de dos empresas externas. Tras una etapa exitosa, se origina un conflicto interno en la administración que desencadenó la falta de pago por el alquiler del canal, llevando a Red Bicolor de Comunicaciones (dueña de la licencia y estudios en donde transmitía Austral Televisión) a entablar un proceso de desalojo que culminó en 2001 con la recuperación del canal. Estos hechos dieron lugar a un litigio judicial que agravó la situación económica de la estación; este terminaría en 2012 a favor de RBC. En 2003 pasa a denominarse OK TV controlado por Ricardo Belmont Vallarino con una programación basada en vídeos musicales, aunque en 2006 revertiría su marca a RBC. 
La estación en 2015, pasó a ser administrada por Matrix Corporation S.A.C. y en 2016 Ricardo Belmont Vallarino y Lucienne Belmont Vallarino, dueños de RadioCorp asumieron la administración, quienes en 2018 deciden relanzar el canal como Viva TV. La programación se basa principalmente en la emisión de programas arrendados por productoras independientes junto a producciones propias, videoclips musicales, televentas y documentales de la Deutsche Welle. El 19 de octubre de 2022, la estación revirtió su nombre a RBC Televisión después que Ricardo Belmont Cassinelli retornara a la administración de la emisora por orden judicial. Sin embargo, el 23 de enero de 2023, revocan la orden judicial a Belmont Cassinelli, volviendo a pertenecer a su hijo, Ricardo Belmont Vallarino, a través de RadioCorp, revirtiendo su nombre a Viva TV.

## Historia

### Bego Televisión

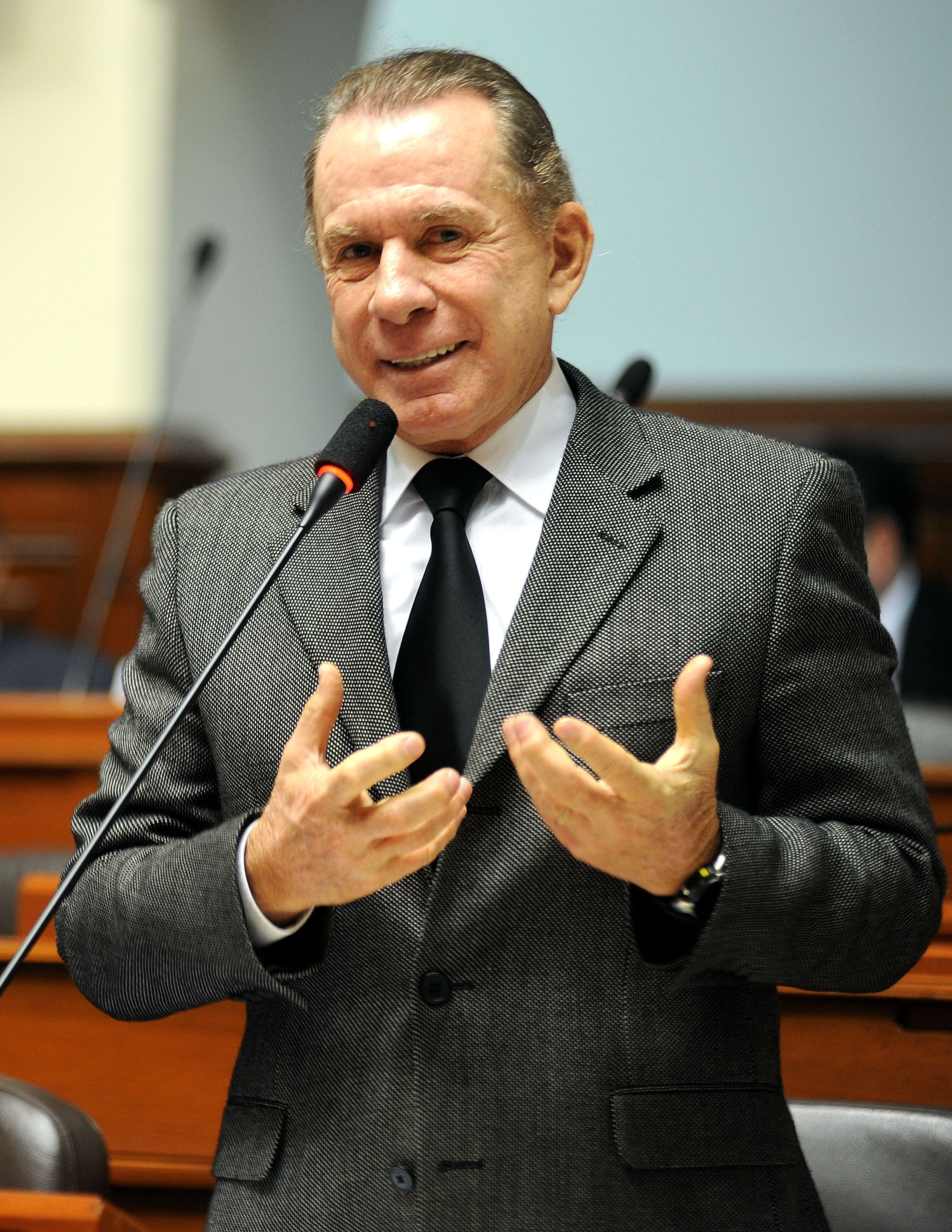
Ricardo Belmont Cassinelli, fundador de Red Bicolor de Comunicaciones S.A.A.

El primer Canal 11 de Lima, originalmente fue fundado en 1966 como Bego Televisión por Augusto Belmont Bar junto sus hijos Augusto y Ricardo Belmont Cassinelli iniciando sus emisiones regulares el 3 de noviembre de 1966, conformaban junto con Radio Excelsior y Radio Atalaya el desaparecido Circuito 11. En noviembre de 1971, la dictadura militar de Juan Velasco Alvarado lo confiscó, dejando de transmitir definitivamente en 1973 y sus equipos de estudio y transmisión fueron trasladados a TV Perú.

### RBC Televisión (primera etapa)
En 1980, fue recuperado el entonces local principal del canal ubicado en el distrito de La Victoria, Lima, que se encontraba prácticamente desmantelado, sin transmisor, cámaras, mobiliario y su licencia había sido cancelada. Entonces, Ricardo Belmont inicia una cruzada en pro del reflotamiento del canal, la cual llega a su momento cumbre en 1984 con el lanzamiento de la campaña "Seamos Socios", mediante la cual se invitaba al público a adquirir acciones del nuevo canal 11: RBC Televisión al precio de $1 cada uno. Gracias a esta situación, pudo concretarse el proyecto. Dos años después, Red Bicolor de Comunicaciones se logra constituir el 9 de febrero de 1986, cuando aproximadamente 50 000 de sus flamantes accionistas se reunieron en el Estadio Nacional acordando inscribirla ante los registros públicos, lo que se materializó días después. Así, el canal 11 de Lima volvió al aire en prueba el 16 de octubre de 1986 y luego fue reinaugurado el 22 de diciembre de 1986.
RBC Televisión empieza a transmitir con regular éxito programas propios como Vivamos, Habla el Pueblo o La ruleta millonaria y series estadounidenses como Camino al cielo, Los centuriones y Bravestarr. Fue a comienzos de los años 1990 en que el canal empezó a tener problemas por una supuesta deuda de Belmont con la asociación de socios y accionistas que lo habían ayudado a reflotar el canal 11 ya que las personas que adquirieron las acciones de Red Bicolor de Comunicaciones S.A.A. no recibieron utilidades sobre la inversión realizada y además se sintieron estafados pues Belmont ofreció dar preferencia de trabajo en el canal a sus accionistas "errebecistas". Muy por el contrario convocó a personajes como Bruno Pinasco, Gianella Neyra y Laura Bozzo.
En 1991, RBC se asocia temporalmente con Televisa, por lo que algunos programas de la entonces filial peruana de Televisa América Televisión empezaron a producirse en los estudios de RBC y a su vez el canal transmitía diversos programas de Televisa como los noticieros de ECO. En 1994 debutaron en televisión vía RBC Gianella Neyra y Laura Bozzo con los programas T-le-Musi-K y Las mujeres tienen la palabra, respectivamente. En octubre de ese mismo año, sirve como plataforma publicitaria para la campaña presidencial de Ricardo Belmont Cassinelli durante las elecciones de 1995.[cita requerida]

### Canal Familiar
El 25 de abril de 1996, debido a problemas económicos y políticos, Ricardo Belmont le entregó la licencia y estudios de RBC a la secta cristiana Club 700, significando el primer cierre de RBC para ser reemplazado por Canal Familiar que poseía una programación de corte religioso y algunos programas variados.

### Austral Televisión
Ante el fracaso comercial del Canal Familiar, Austral Televisión, conformada por Nor Peruana de Radiodifusión y la Compañía Radiodifusora Arequipa, asumió el control de canal 11 luego de estar por algunos meses como señal de prueba en 1998.
Luego, a partir del 16 de mayo de 1999 se denominó simplemente Canal A, que gozó de relativo éxito con programas como Para todos con Andrea Montenegro y Bruno Pinasco, Campaneando con Gianmarco, la transmisión de la Eurocopa 2000, la final de vuelta de la Copa Libertadores 2000, Mil disculpas con Carlos Cacho y Laura Borlini, etc.
El 4 de septiembre de 2000, a través del programa Beto a saber de Beto Ortiz, el Canal 11 fue el único canal de señal abierta que retransmitió el primer Vladivideo propalado horas antes en Canal N, de televisión paga, donde se veía al congresista Alberto Kouri, recibiendo 15.000 dólares de Vladimiro Montesinos.

### RBC Televisión (transmisión de emergencia)
Sin embargo, en 2001 una división entre los 2 principales accionistas de Canal A lleva a la nueva empresa al desastre, lo que ocasiona que dejaran de pagar a Ricardo Belmont el respectivo importe del alquiler de la señal.
Luego de un arbitraje extrajudicial, Ricardo Belmont Cassinelli recupera el canal el 19 de diciembre de 2001.
Canal A pasa a denominarse nuevamente Austral Televisión y pasó a la señal 23 UHF; tiempo después se fue a Arequipa, creando la cadena descentralizada Perú TV.
De esta manera volvió temporalmente RBC Televisión a inicios del 2002 con una programación de emergencia, la que mantuvo durante un año y en la cual solamente había dos programas propios: Habla el Pueblo y Belmont en vivo, el resto de horas era cubierto con infomerciales como La teleferia, La hora médica de la Maison de Santé, entre otros.

### OK TV
El 6 de enero de 2003 fue lanzando OK TV, administrado por su hijo Ricardo Belmont Vallarino, cuyo contenido íntegro era de videos musicales variados.
Es en esta etapa, que el canal 11 inicio de transmisiones en estéreo y renovó sus equipos de estudio.
A partir de 2004 comienza la participación de animadores. Además de la participación del público a través de los mensajes de texto.

### RBC Televisión (segunda etapa)
OK TV carecía de publicidad, por ello el 18 de noviembre de 2006 cerró, quedando bajo el nombre de Canal 11 temporalmente, pero conservando los videoclips musicales y anunciando mediante spots de intriga el regreso de RBC.
Así RBC retornó a la pantalla del canal 11 el 22 de diciembre del mismo año, día en la que el canal celebraba 20 años de su inauguración y con equipos de transmisión completamente renovados. Con su reinauguración, el canal lanzó una programación en vivo con contenidos variados.
El 1 de abril de 2007 RBC lanza el programa Belmont Presenta, un programa de entrevistas conducido por Ricardo Belmont, quien volvía a la televisión. El programa comienza a emitirse también en los Estados Unidos a través de Telemiami.
El 22 de noviembre del mismo año asumió la gerencia general el abogado Luis Alfonso Morey Estremadoyro, quien anteriormente había participado en el desaparecido CCN que se transmitía por Cable Mágico (actualmente Movistar TV). Morey asumió también la dirección general de prensa del canal y lanzó programas de corte informativo y de análisis. En esta etapa se incorporan al canal analistas políticos y económicos. Posteriormente incluyeron a los periodistas de la antigua casa Panamericana Televisión, Karen Hererra e Iván Luyo.
El programa Belmont Presenta Internacional también empieza a emitirse en Estados Unidos a través de la cadena CaribeVisión la misma que conjuntamente ofrecía dicho programa en Puerto Rico.
En julio de 2008 Miguel del Castillo, hijo de Jorge del Castillo, renunció a la directiva del canal por diferencias de editorial, a pesar de su intento de comprar las acciones del canal. En aquel momento, se reportaron gastos millonarios del Estado hacia el medio. El 18 de septiembre del mismo año Morey renunció a la gerencia general de RBC por diferencias con Belmont, lo que provocó que a las pocas semanas el personal de prensa de RBC renunciara. La jefa de la Oficina Nacional Anticorrupción refirió al suceso de un «conflicto ético».
El 14 de mayo de 2009 asumió el cargo de gerente general del canal, el exgerente de Panamericana Televisión en la primera gestión Schutz Freundt, Federico Anchorena quien dejó la programación del canal en suspensión temporal, para evaluar qué programas continuarían.
Como parte de este relanzamiento el 23 de junio del mismo año se lanzó un rediseñado logo.
El 20 de julio inicia su nueva programación. Apenas un mes después el 18 de agosto, Federico Anchorena renunció para ocupar nuevamente la gerencia de Panamericana Televisión debido al retorno de Ernesto Schutz Freundt al directorio del citado canal. Los programas lanzados en su corta gerencia fueron cancelados. La Teleferia, al aire desde la etapa de transmisión de emergencia en 2002, se convirtió inesperadamente durante 2009 en el programa más visto del canal.
En noviembre se hizo pública una Sentencia del Tribunal Constitucional en un proceso iniciado por Compañía Radiodifusora Arequipa, en la que se declaraba nulo el arbitraje extrajudicial del 2001 que favoreció a RBC y ordenaba que "se vuelva al estado de cosas antes del arbitraje".
Es decir, que se declare vigente el contrato de alquiler de 1997 que cedía por 10 años el canal 11 de Lima a Austral Televisión por lo que la administración, las instalaciones y la frecuencia 11 de RBC Televisión volvería aproximadamente por 6 años a la familia de la ex segunda vicepresidenta aprista Lourdes Mendoza del Solar hasta completar la duración del mismo.
En enero de 2010 se anunció el relanzamiento del área de prensa del canal, con la dirección de noticias, a cargo de Julián Cortez Sánchez y Rafael Romero Vásquez, como editor general, por lo que cuatro meses después volvió RBC Noticias ahora con la conducción de Gunter Rave y José Rocha.
En abril del mismo año, se unen al directorio de RBC los hijos mayores de Ricardo Belmont, Lucienne Belmont Vallarino y Ricardo Belmont Vallarino quienes además, desde 2009, se habían convertido en los mayores accionistas del canal con el 86.17% del accionariado.
El 25 de agosto se conoció una nueva sentencia del Tribunal Constitucional que ratificaba su decisión de declarar vigente el contrato de alquiler.
Según denunció Belmont, esta situación también tenía relación con el paso a la televisión digital puesto que el gobierno peruano negó inicialmente una licencia a RBC para operar una señal digital debido a que no poseía cobertura nacional (sin contar su cobertura mediante cable operadores) ya que, al finalizar el contrato, expiraba la licencia de funcionamiento del canal 11 VHF por coincidencia.
En consecuencia, si se le negaba una licencia para TDT, RBC Televisión podría desaparecer como televisora en señal abierta.
El 28 de diciembre, luego de varias reuniones de ejecutivos del canal con funcionarios del Ministerio de Transportes y Comunicaciones explicándoles la arbitrariedad cometida, el MTC otorgó a Red Bicolor de Comunicaciones la licencia respectiva para operar su señal de televisión digital en el canal 38 UHF de la ciudad de Lima.
El 1 de noviembre de 2011, el Grupo ATV compró la Casa para relanzarla como ATV Sur lo que hace improbable que se pueda ejecutar la controvertida sentencia del Tribunal Constitucional.
El 22 de diciembre del mismo año con la ocasión del 25 aniversario del canal, se inauguró oficialmente un nuevo estudio en el distrito de San Isidro (Lima) como parte del lanzamiento de su señal digital.
El 19 de marzo de 2012, el Ministerio de Transportes y Comunicaciones anuló el Contrato de Alquiler del canal 11 de Lima del 18 de junio de 1997 a la empresa Austral Televisión por encontrarse actualmente esta empresa en liquidación.
El 18 de julio del mismo año, el MTC declaró infundados los recursos de apelación interpuestas por CRASA y Austral Televisión en liquidación con lo que se agotó la vía administrativa y se ratificó la legalidad de la titularidad de RBC de la frecuencia del canal 11 VHF de Lima. Esto fue considerado por Ricardo Belmont como una victoria frente a los intereses mezquinos de quienes pretendieron apoderarse de dicha señal.
En agosto, RBC suscribe una alianza estratégica con la nueva televisora latina BuenaVisión TV de Nueva York y en virtud a ello este canal comienza a emitir los programas A corazón abierto y El gran show con Ricardo Belmont. Una de las producciones conjuntas entre ambas televisoras es el programa Música Maestro con el pianista cubano Arturo Ramos.
El 21 de marzo de 2013, como parte de su plan de expansión, inició sus emisiones vía satélite a través del Hispasat. En octubre de 2013, se asoció con Onda Grupo de Medios, grupo propietario de las radioemisoras Éxito y Metropolitana de Lima, la emisora de internet Onda Digital y de una productora audiovisual. El Poder Judicial del Perú, el 13 de noviembre del mismo año resolvió declarar infundado y archivó un último recurso de Austral Televisión para volver a operar en el canal 11. Según la resolución, CRASA es un tercero sin relación contractual con RBC, mientras que Austral se encuentra imposibilitada de operar tras su previa liquidación por Indecopi.
En enero de 2014, se relanzó radio RBC 680 AM, con una programación basada en noticias nacionales e internacionales y también de musicales de baladas en español.
El 29 de agosto del mismo año, se lanzó oficialmente la versión internacional de RBC en la ciudad de Miami en Estados Unidos RBC Satelital canal 18.4 HD digital (WDFL-LD) de dicha ciudad que retransmitía la señal digital de Lima.
El 2 de marzo de 2015, el exgerente de RBC Luis Alfonso Morey Estremadoyro volvió a las pantallas del canal con un nuevo programa periodístico denominado Boca a Boca.
Poco después el 26 de mayo del mismo año, RBC anunció que el Tribunal Constitucional rechazó un último recurso impugnatorio presentado por CRASA con lo que el caso fue archivado por completo.
Desde el 17 de septiembre del mismo año, RBC Radio retoma sus transmisiones ocupando la frecuencia de los 104.7 FM y  trasladando a radio Viva FM a los 91.9 FM, que eran ocupados por Radio X que fue desactivada.
El 23 de noviembre, Matrix Corporation S.A.C. de Luis Alfonso Morey asume el control y la producción y los derechos de marca de los contenidos de RBC, relanzando el canal y anunciando una serie de nuevos programas de corte periodístico, informativo y misceláneo.
El 1 de febrero de 2016, RBC pasa a usar el nombre de RBC Televisión Canal 11 (o  Canal 11  a secas) . Pocas semanas después, la señal satelital y la repetidora de Miami fueron desactivadas. El 16 de marzo, lanzó su nuevo sitio web con esta nueva denominación.
En la mañana del 12 de abril del mismo año, Ricardo Belmont Vallarino tras haber efectuado en la víspera una reunión de accionistas en la que se nombró director y gerente general, ingresó junto a unas veinte personas a la sede del canal para asumir la administración de la televisora dejando al interior sólo al personal indispensable para mantener la señal al aire mientras que el resto de trabajadores hicieron una velada nocturna en las afueras protestando por lo sucedido. Luego de tres días en que la emisión de los programas en vivo quedara suspendida, un acuerdo temporal de Ricardo Belmont Cassinelli con sus hijos logró normalizar la programación. Una semana después de estos incidentes y como consecuencia de los mismos, el 19 de abril el canal retornó a su sigla RBC, manteniendo los programas que se lanzaron en la corta etapa en que se denominó "Canal 11".
La noche del 17 de mayo, varios sujetos intentaron tomar por la fuerza el canal y tras haber sido repelidos, dejaron una granada de guerra junto al vehículo de Luis A. Morey quien denunció el hecho ante las autoridades y los medios de comunicación. El 27 de mayo Luis Alfonso Morey anunció que el conflicto surgido entre los accionistas de RBC dificultaba la producción televisiva por lo que suspendía todos los programas propios del canal, quedando la programación sólo con la emisión de videoclips e infomerciales.
El 19 de julio, Matrix restableció la producción propia de la emisora que adoptó otra vez la denominación de Canal 11.
La noche del 27 de julio un grupo de personas convocadas por Ricardo Belmont Vallarino, ingresan a la planta transmisora del canal ubicada en el Morro Solar y apagaron los transmisores de televisión y radio de RBC para realizar un mantenimiento a los equipos, quedando las respectivas estaciones fuera del aire. Veinte horas después, en una operación respaldada por la policía, Matrix Corporation pudo desalojar a los invasores y retoma el control de la planta de transmisión, con lo que se reiniciaron las emisiones del canal 11, canal 11.1 TDT y la radio 104.7 FM.
Desde el 1 de agosto al 31 de octubre en la identificación y pantalla del canal apareció el logo de Matrix Corporation.
El 31 de octubre de Matrix Corporation se retira de la administración del canal 11 debido a que los hermanos Lucienne y Ricardo Belmont Vallarino interrumpian su normal funcionamiento, llevándose consigo los derechos de transmisión y de marca de los programas. 
La gestión de la televisora pasó a manos de los citados hermanos. El 2 de noviembre, Ricardo Belmont Cassinelli anunció que ya no controlaba la televisora y que el canal 11 podría ser puesto en venta próximamente. Debido a la retirada de Matrix, la parrilla programática de la televisora nuevamente quedó sólo con la emisión de 4 horas de videoclips musicales de géneros como baladas o pop en español y 20 horas de televentas. 
El 27 de marzo de 2017 se publicó que el canal estaría en venta y que los interesados serían las empresas Corporación Universal, el Grupo Cisneros de Venezuela, el Grupo Enfoca (Latina TV), TV Azteca (México) y el Grupo Wong (Willax TV). También se informó que la filial peruana de la empresa española Telefónica estaría interesada en adquirir el canal pero luego dicha empresa lo desmintió. Por su parte, Red Bicolor de Comunicaciones negó que el Canal 11 estuviera en un proceso de venta aunque admitió que habían contratado a un banco de inversión para que estudiara esa posibilidad. El 31 de marzo Movistar TV retiró al Canal 11 de su parrilla de canales de cable analógico y digital en Lima reemplazándolo con Movistar Música. La emisora protestó por dicha medida.  Desde el 3 de abril el canal regresa a su clásica denominación de RBC Televisión.
El 11 de abril del mismo año, se informó que Corporación Universal llegó a un acuerdo con los accionistas de Red Bicolor de Comunicaciones S.A.A. para la venta de la empresa a través de la Bolsa de Valores de Lima. Al día siguiente, RBC desmintió esa información.
Desde mayo cambian los videoclips musicales a géneros juveniles como reguetón, pop latino, electro, pop y baladas. RBC volvió a la parrilla de cable de Movistar TV el 2 de junio, ahora en el canal 11 del servicio analógico y en el canal 38 del servicio digital. El 1 de julio, asumió la gerencia general del canal, Alberto Moreno Shimabukuro, quien días después anunció que ya no se venderá RBC y que se preparaba su relanzamiento.
A fines de octubre del mismo año se relanzó la programación de RBC después de firmar una alianza con el canal de internet Digital TV Perú así presentando programas, noticieros de dicho canal y también programas de producción propia, espacios alquilados, infomerciales y películas.
En julio de 2018, el canal inició su progresivo traslado al edificio de RadioCorp de San Isidro, dos meses la sede de La Victoria fue puesto en venta y convertida posteriormente en una tienda Listo de Primax (junto con el grifo que estaba al costado). El 1 de noviembre, Ricardo Belmont Vallarino asumió nuevamente la gerencia general del canal tras la renuncia de Alberto Moreno. Desde el 1 de diciembre, la televisora retiró el logo y la ID de RBC de la pantalla y promociones del canal, anunciándose un futuro relanzamiento. Asimismo, empezó a transmitir videoclips y repeticiones de sus programas durante las mañanas.

### Viva TV (primera etapa)
El 10 de diciembre, Red Bicolor de Comunicaciones S.A.A. anunció oficialmente que, debido a problemas de derechos por la marca RBC con Ricardo Belmont Cassinelli, la televisora sería reinaugurada como Viva TV, manteniéndose la administración y enfocando su programación al entretenimiento, ese mismo día se presentó en pantalla la nueva ID y su logo respectivo. También se informó que la alianza con Digital TV concluyó y que sus servicios informativos sería reemplazados por los proveídos por el canal de TV por internet, UCI Noticias. El 19 de diciembre, Ricardo Belmont Vallarino comunicó a la SMV que Red Bicolor de Comunicaciones S.A.A. se trasladó al 8º piso del Edificio RadioCorp ubicado en Amador Merino Reyna 295, San Isidro.
Desde enero de 2019, el canal incrementó las horas de emisión de vídeos musicales variados y en el transcurso de ese año comienza a producir programas en sus nuevos estudios. El 21 de octubre de 2019, terminó su alianza con UCI Noticias.
El 12 de noviembre volvió a través de Movistar TV y Claro TV sacando del aire a RBC de dichas empresas de cable.

### RBC Televisión (tercera etapa)
El 9 de mayo de 2022, Belmont Cassinelli anunció su regreso a la gestión del Canal 11 de Lima tras más de cinco años de disputas con sus hijos mayores gracias a un expediente de la Corte Superior de Justicia de Lima Sur (emitido meses antes), el cual buscaba declarar nula la revocatoria de anticipo de herencia otorgada por Belmont Cassinelli en registros públicos a sus progenitores.
El 19 de octubre, RBC retornó al aire reemplazando a Viva TV (tras la salida de este, la emisora continuó sus transmisiones por medio de las redes sociales y a su vez ingresó al mug de Win TV por medio del canal 12). De forma temporal, la emisora comenzó a retransmitir la señal de Fuego TV con el logo mosca de RBC. A su vez, la emisora PBO Radio (91.9FM) también salió del aire el mismo día y, en su lugar, regresó RBC Radio. PBO siguió emitiendo por internet y por el bloque de programación PBO en Willax Televisión. Unos días después, el 24 de octubre, la emisora comenzó emitir programación propia mayoritariamente informativa junto a videoclips musicales de diversos géneros (en reemplazo de las televentas) sacados desde RBC Radio. El 6 de noviembre, la operadora Movistar TV retiró a RBC de su oferta de canales debido al problema judicial que aún mantiene Belmont Cassinelli con Belmont Vallarino. Este último demandó a Belmont por la forma de que sacó su propia señal del aire y había pedido a Movistar eliminar a RBC de su programación. sin embargo el 12 de noviembre Claro TV también saca del aire a RBC Televisión para poner la señal de Viva TV siendo Movistar y Claro los únicos cableoperadores en transmitir ese canal. Sin embargo RBC siguió transmitiendo en señal abierta y algunas empresas de cable locales hasta el 23 de enero de 2023.
Actualmente se continúa transmitiendo por la señal de Win TV.

### Viva TV (segunda etapa)
El 23 de enero de 2023, el Poder Judicial revocó a Ricardo Belmont Cassinelli la administración del canal debido a que la toma realizada en 2022 resultó ser ilegal y perjudicial para la señal, retornando de inmediato a su hijo Ricardo Belmont Vallarino, a través de su empresa RadioCorp. A las 11:00 a.m. (UTC -5) la señal de RBC, que emitía el video musical de El último adiós de Paulina Rubio, fue interrumpida abruptamente por treinta segundos, para retornar con la señal de Viva TV, que estaba emitiendo un infomercial (pese a ello, RBC continúa operando a través de Win TV en una frecuencia diferente al de Viva). Del mismo modo, la señal de RBC Radio de los 91.9 FM de Lima fue reemplazada por la de PBO Radio de Phillip Butters, quedándose únicamente en la AM e Internet.

## Presencia en la televisión digital terrestre
El 22 de diciembre de 2011, Ricardo Belmont anunció oficialmente el lanzamiento de RBC en la TDT, dentro del canal virtual 11.1, emitiendo desde la frecuencia 38 de la banda UHF de Lima en señal de resolución estándar. Según Belmont, la inversión en las nuevas instalaciones y equipos digitales en alta definición era de US$ 650 000. El 22 de noviembre de 2012, RBC y Telemiami firmaron un acuerdo mediante el cual el canal de televisión por suscripción estadounidense otorgaba apoyo técnico al canal en la TDT. En octubre de 2013 se hizo pública la instalación de la nueva planta transmisora, a cargo de Daniel Bartra quién, en una entrevista publicada el 25 de febrero de 2014, dio a conocer detalles sobre la misma. El 20 de marzo de 2014, RBC anunció que era inminente el inicio de emisiones del canal en alta definición en la TDT, las que se iniciaron el 21 de mayo de 2014 en el canal virtual 11.1. 
El 29 de agosto de 2014, con el especial Apagón mediático, el canal oficialmente lanzó RBC HD en la TDT, el cual emitía programación diferente a la señal analógica del canal 11 VHF. Entre el 23 de noviembre de 2015 y el 5 de enero de 2016, RBC HD renovó su programación, esta vez basada en videoclips musicales en alta definición de rock and pop actual y programas periodísticos, con lo que concluyó la etapa de transmisiones diferenciadas. Del 6 de enero de 2016 al 23 de julio de 2018, RBC HD empezó a reemitir la señal analógica del canal 11 VHF en 4:3 480i reescalado a 16:9 1080i. Desde el 24 de julio de 2018, el canal produce y transmite su programación de forma nativa en alta definición. Por ende, el canal 11 de la banda VHF de Lima pasó a ser una repetidora analógica del canal 11.1 de la TDT. 
Así mismo, el 13 de septiembre de 2018 fue lanzado el canal de música Top Latino TV en el subcanal 11.2 que es operado por la compañía Radiodifusión.com, mientras que la emisora de radio Viva FM fue relanzada como un canal de audio en el subcanal 11.3. Semanas después, tras el cambio de nombre de RBC a Viva TV, el subcanal de Viva FM fue desactivado. En febrero de 2019, La Milenaria TV fue lanzado en el canal 11.3 con programación basada en infomerciales pero luego de dos meses fue cancelado. El 16 de agosto de 2019 se lanzó en el mismo subcanal 11.3, UCI noticias que se mantuvo al aire hasta el 4 de noviembre de 2019. El 2 de diciembre de 2019 en el subcanal 11.3 inició transmisiones V TV con una programación basada en la de Viva TV pero con videoclips musicales y documentales de la Deutsche Welle reemplazando a los infomerciales. El 14 de enero de 2020 el subcanal 11.3 fue sacado del aire, quedando solamente los subcanales 11.1 y 11.2 y los documentales de dicha cadena alemana pasaron al canal principal.